# Kavõldi
Kavõldi – wieś w Estonii, w prowincji Võru, w gminie Rõuge.